# Södra Ryd

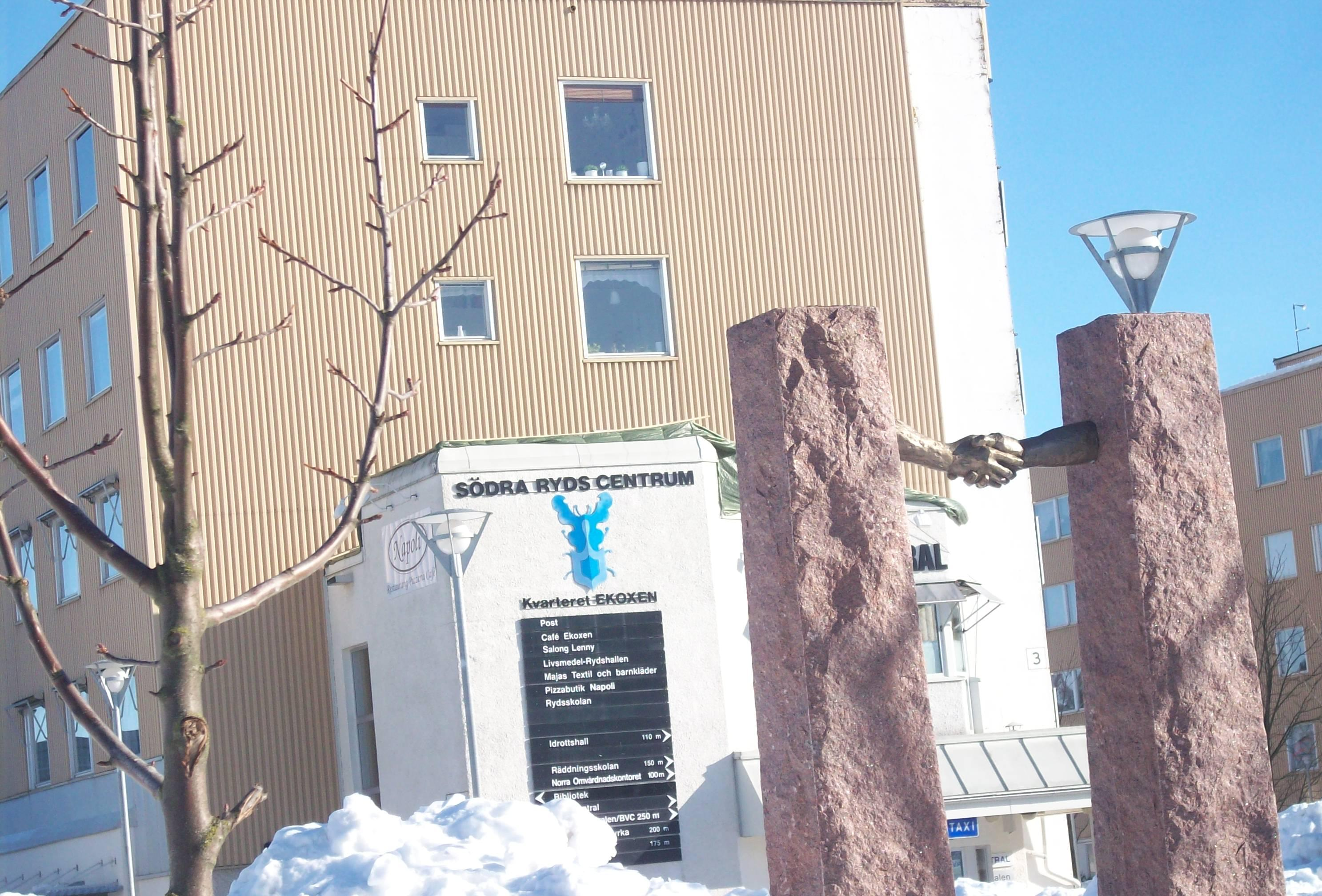
Södra Ryds Centrum

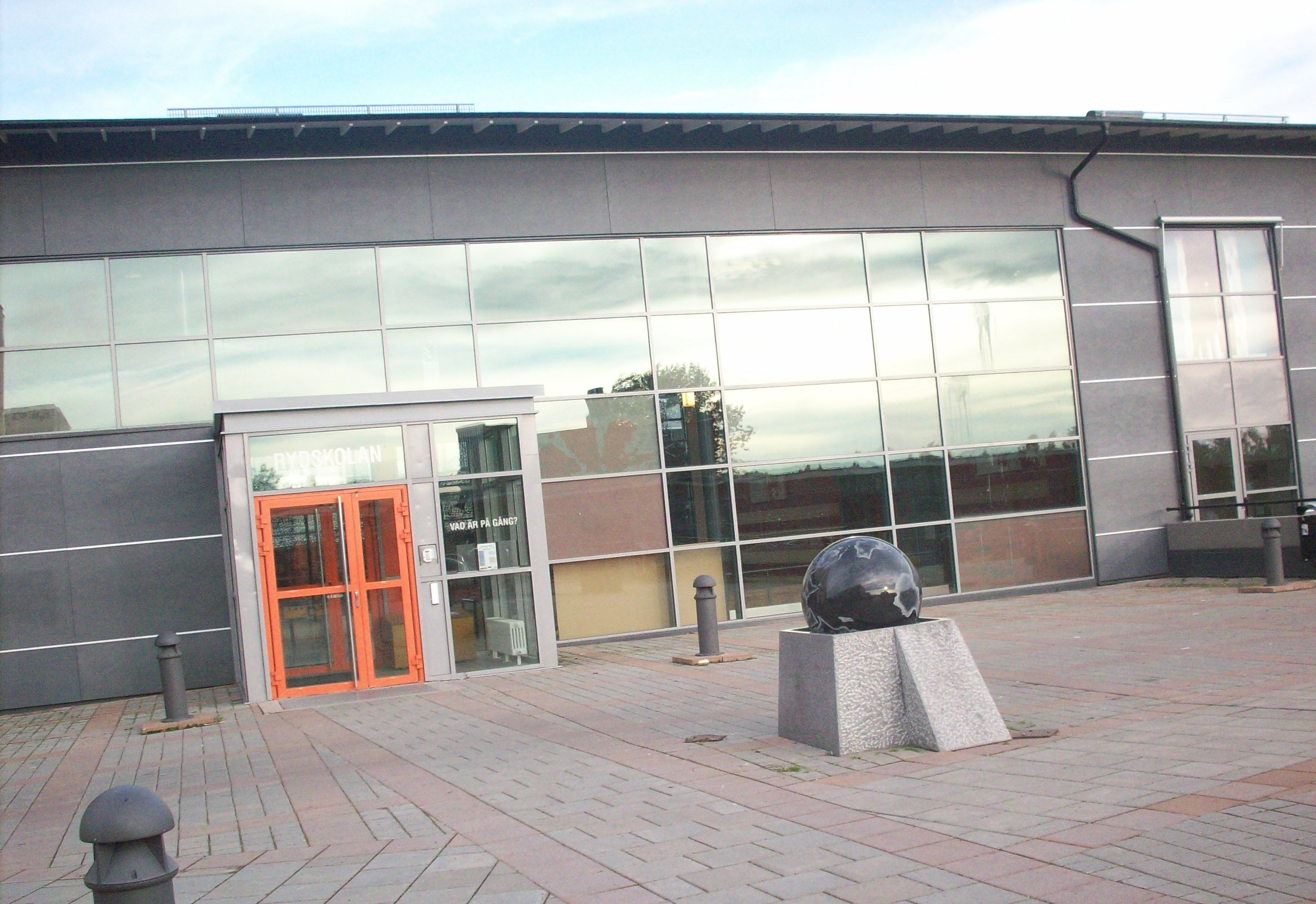
Rydskolan

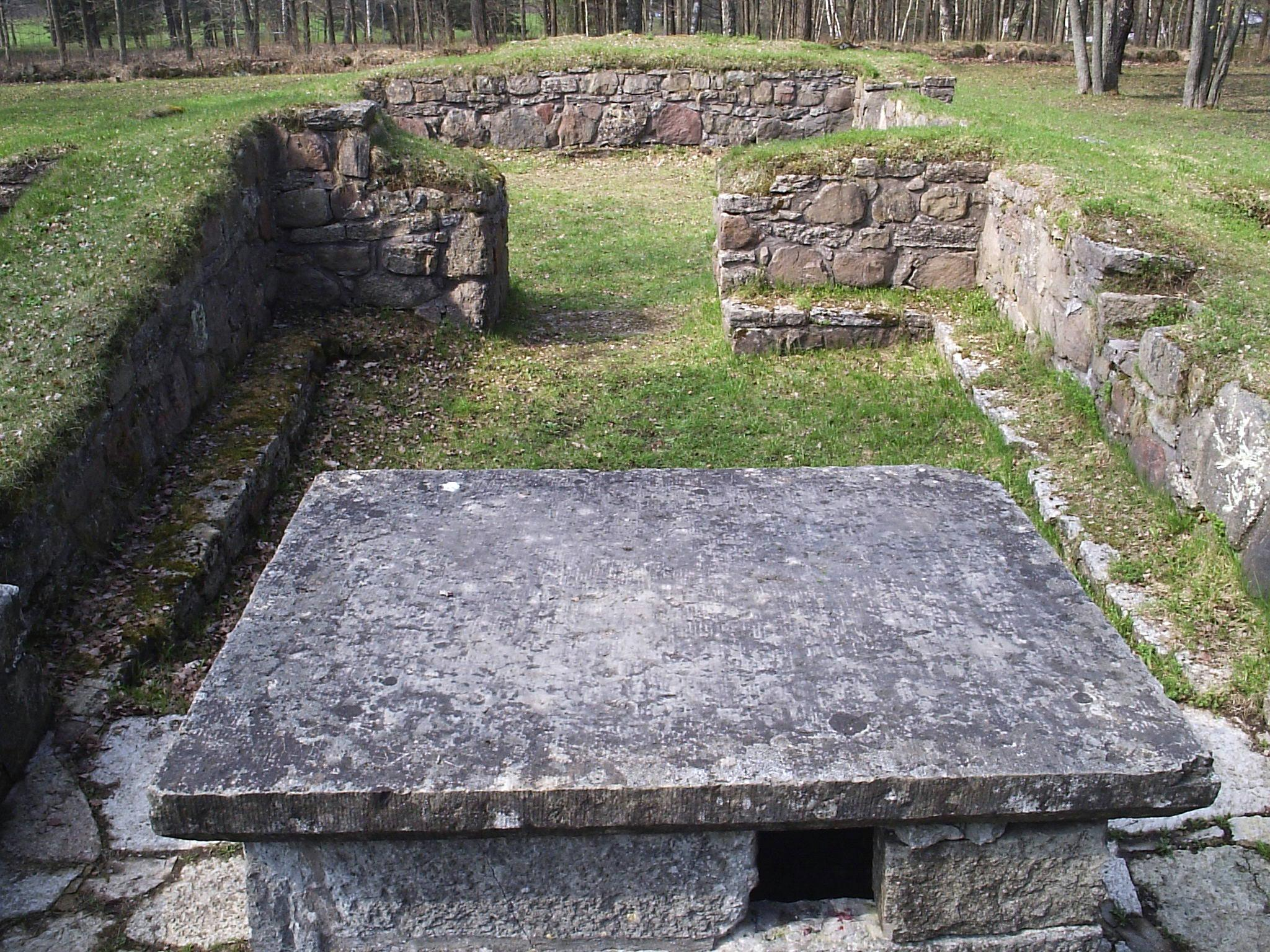
Södra Ryds kyrkoruin

Södra Ryd är en stadsdel i Skövde, Västra Götalands län cirka 5,5 kilometer norr om centrum. Stadsdelen hade 2015 cirka 6 300 invånare.

## Samhället
Hela stadsdelen är omgiven av skog, med många stigar och med ett elljusspår som är 2,5 kilometer långt.
Södra Ryds centrum har stark förortskaraktär med många hus med hyreslägenheter, i de östra och norra delarna av Ryd finns det även områden med villor, kedjehus och radhus.
Södra Ryd var en del av miljonprogrammet och byggdes under tidigt 1970-tal när det fanns stort behov av personalbostäder till det då nybyggda Kärnsjukhuset (numera Skaraborgs sjukhus Skövde) och den expanderande Volvo-fabriken.
Det som förmodligen anses mest kännetecknande för Ryd är de i anslutning till Ryds centrum liggande "blå husen". Sedan i slutet av 90-talet är husen dock beigea men kallas fortfarande för "blå husen" i folkmun.

### Ryds kyrkoruin
I en skogsglänta i utkanten av Södra Ryd finner man Ryds kyrkoruin. Ruinerna grävdes upp efter Ryds kyrka på 1930-talet, kyrkan var en romansk 1100-tals absidkyrka, liknande Våmbs kyrka. Troligtvis ödelades kyrkan under något av danskarnas härjningståg på 1500-talet. Vid utgrävningen fann man bland annat en dopfunt och en liljesten som nu förvaras i Sankt Matteus kyrka i Södra Ryd.

## Service
I stadsdelen finns två livsmedelsaffärer, en pizzeria, en tobakskiosk och tre stycken kyrkor och en fotbollsplan där FC Södra Ryd hör hemma.
I närheten ligger även slalombacken Billingebacken.
Kommunala resurser i området:
- Två grundskolor
- Fyra förskolor
- En vårdcentral
- Ett bibliotek
- En fritidsgård

## Kommunikationer
Det tar cirka 1 timme att gå till Skövde centrum respektive 30 minuter att cykla.
Till sjukhuset tar det mellan 10 och 15 min att gå.
Sex busslinjer knyter samman Ryd med övriga staden. Bussen tar cirka 15 min till centrum och 5 min till sjukhuset. 
- Buss 1, 10 och 13 går till Skultorp via centrum.
- Buss 6 går från Ryd Centrum till centrum via Stallsiken och Elins Esplanad.
- Buss 5 och 12 går från Myggdansvägen, förbi sjukhuset och sedan vidare mot centrum.

## Angränsade stadsdelar
- Västra Ryd
- Lunden
- Norra Ryd